# Villard-Reymond
Villard-Reymond är en kommun i departementet Isère i regionen Auvergne-Rhône-Alpes i sydöstra Frankrike. Kommunen ligger i kantonen Le Bourg-d'Oisans som tillhör arrondissementet Grenoble. År 2022 hade Villard-Reymond 43 invånare.

## Befolkningsutveckling
Antalet invånare i kommunen Villard-Reymond
Referens:INSEE